# 特雷索波利斯
22°24′43″S 42°57′57″W / 22.41194°S 42.96583°W
特雷索波利斯（葡萄牙語：Teresópolis）是巴西东南部里约热内卢州一座山区城市。城市位于塞拉多保护区内，附近拥有众多的山峰，为旅游胜地，附近的Granja Comary为巴西国家足球队的训练基地。市名得名于巴西皇后特雷莎·克里斯蒂娜（佩德罗二世的妻子）。2011年1月该市遭到大规模洪水袭击。